# Naître et grandir
 (janvier 2019).
Naître et grandir est un site internet et un magazine québécois sans but lucratif destinés particulièrement aux futurs parents et parents d’enfants de 0 à 8 ans, financé par la Fondation Lucie et André Chagnon.

## Historique
En 2006, la Fondation Lucie et André Chagnon fait l’acquisition du magazine La Jasette qui prendra le nom de Bien grandir. En 2009, le site Naître et grandir est mis en ligne par Totalmédia, une filiale de la Fondation, et la même année, la première campagne sociétale Bien grandir est lancée. Par la suite, les activités sont regroupées. Ainsi, en 2011, les campagnes sociétales puis le magazine prennent le nom de Naître et grandir.

## Périodicité
Le magazine Naître et grandir parait 9 fois par année et est distribué gratuitement dans approximativement 4 600 lieux, notamment des services de garde, des écoles, des bibliothèques et plusieurs organismes communautaires et organismes du réseau de la santé (CLSC, groupes de médecine de famille, hôpitaux, centres jeunesse).[réf. nécessaire]

### Campagne sociétale
La fondation Lucie et André Chagnon a mis en place des campagnes de marketing social visant à sensibiliser les parents sur l'importance du développement des enfants dès leur plus jeune âge.

## Évaluations et distinctions
Naître et grandir travaille notamment en collaboration avec AboutKidsHealth, site d'éducation sur la santé, avec l'approbation de l'université McGill. Les objectifs généraux de la « Méthode d’évaluation des informations » (MEI) pour les parents sont d’évaluer et d’améliorer la valeur des informations de Naître et grandir du point de vue des parents (évaluation développementale par les usagers),.
Le site Naître et grandir possède depuis 2009 la certification HONcode. Naître et grandir a été finaliste du concours des OCTAS en 2009.